# .tp
tp. هو نطاق إنترنت من صِنف مستوى النطاقات العُليا في ترميز الدول والمناطق، للمواقع التي تنتمي إلى تيمور الشرقية وهو يرمز إلى اسم (تيمور البرتغالية).
كان يستخدم وقت وجود تيمور تحت سلطة اندونيسيا وبعد الانفصال تم تغيير الامتداد من tp. إلى tl.